# 지리경제학

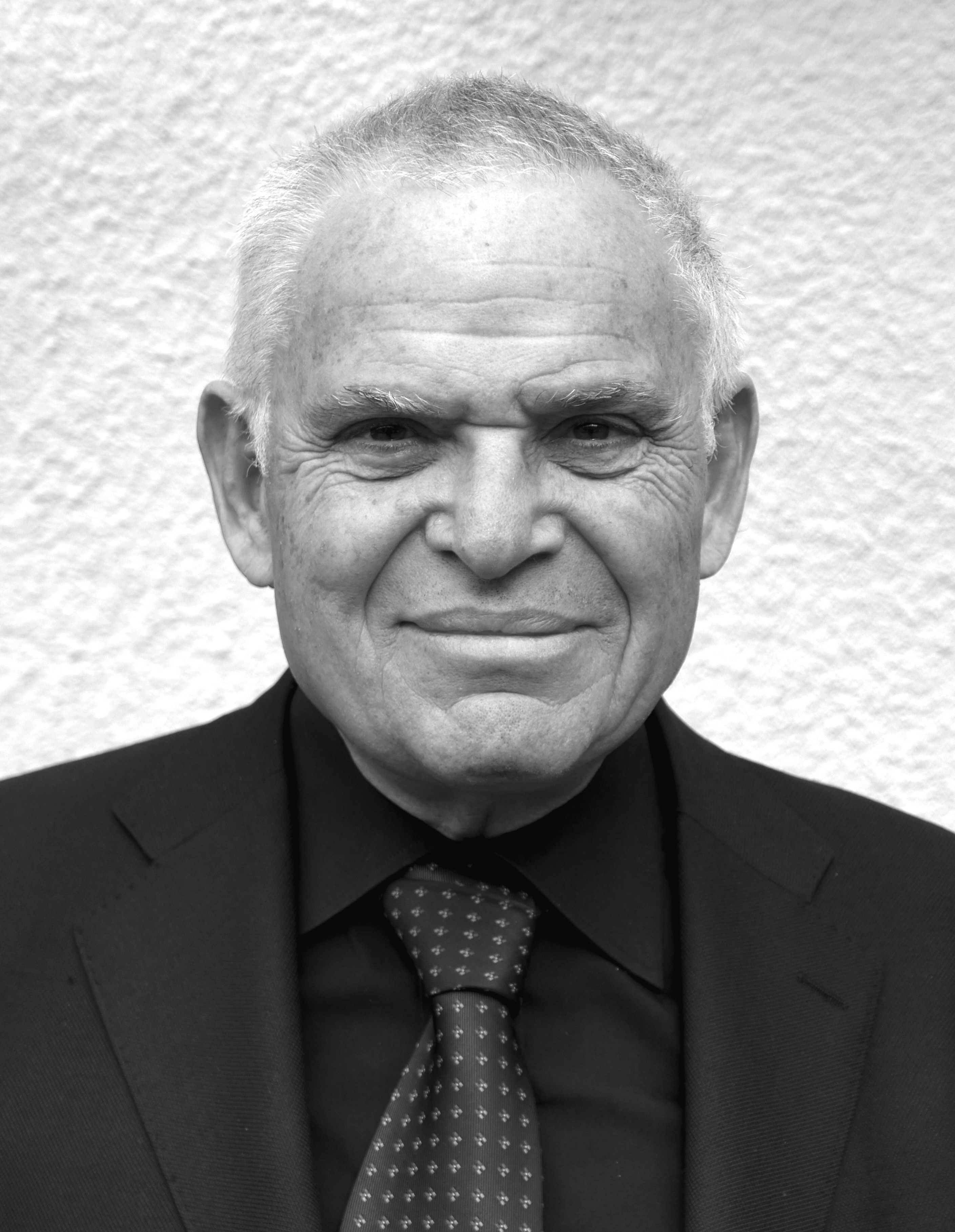
에드워드 루트워크는 지정학적 경쟁의 미래가 경제 영역으로 확장될 것이라는 생각에 냉전 이후 최초로 기여한 사람 중 하나이다.

지리경제학(Geoeconomics)은 경제와 자원의 공간적, 시간적, 정치적 측면을 연구하는 학문이다. 널리 받아들여지는 단일한 정의는 없지만, 지정학과 별개로 지경제학을 구별한 것은 종종 미국의 전략가이자 군사 컨설턴트인 에드워드 루트왁(Edward Luttwak)과 프랑스의 경제학자이자 정치학자인 파스칼 로로(Pascal Lorot)에 기인한다.
싱가포르 경제 포럼은 "지리경제학 시대"에 지도자들의 결정이 점점 더 역동적이고 복잡해지는 측면을 강조해 왔다. 정책 입안자와 CEO는 모두 "지리경제학적 차원에서 기술 경제적 수익과 법적 정치적 위험을 지속적으로 평가"해야 한다. 아제르바이잔 경제학자 부살 가심리는 지리경제학을 지구 중심에서 우주까지 솟아오르는 "무한 원뿔"(행성 자원의 경제적 분석 포함)에서 경제, 지리 및 정치의 상호 관계에 대한 연구로 정의한다.
지정학에서 일반적인 접근 방식에는 세 가지 수준의 분석이 포함된다. 지리경제학도 이 3개 계층 접근 방식을 사용할 수 있다. 국제정치경제학과 마찬가지로 정책 계층, 그리고 경제지리학 및 산업조직론에서와 같은 통합 계층, 금융경제학에서 예시되는 거래와 같은 거래 계층이 있다.